# Bergen (Haute-Bavière)
Pour les articles homonymes, voir Bergen.
Bergen est une commune de Bavière (Allemagne), située dans l'arrondissement de Traunstein, dans le district de Haute-Bavière.

## Sport
Le village est le point de départ de la plus vieille course en montagne d'Allemagne, la course de montagne du Hochfelln.